# Maura Healey
Maura Tracy Healey (Bethesda, 8 de febrero de 1971) es una abogada y política estadounidense, actual Gobernadora de Massachusetts. Anteriormente fue Alcaldesa de Gloucester (Massachusetts) de 2015 a 2023. Es miembro del Partido Demócrata.
En octubre de 2022, Healey alardeó de haber prevenido que dos gasoductos llegasen a Massachusetts.

## Biografía
Contratada por la entonces fiscal general de Massachusetts, Martha Coakley, en 2007, Healey ocupó el cargo de jefa de la División de Derechos Civiles, donde encabezó el desafío del estado a la Ley federal de Defensa del Matrimonio. Luego fue nombrada jefa de la Oficina de Defensa y Protección Pública y luego jefa de la Oficina de Negocios y Trabajo antes de renunciar en 2013 para postularse para fiscal general en 2014. Derrotó al exsenador estatal Warren Tolman en las primarias demócratas y luego derrotó al abogado republicano John Miller en las elecciones generales. Healey fue reelegido en 2018. Al asumir el cargo, se convirtió en la primera fiscal general abiertamente gay en los Estados Unidos.
Healey se postuló para gobernadora en las elecciones para gobernador de Massachusetts de 2022.
El 20 de enero de 2022, Healey anunció su candidatura en las elecciones para gobernador de Massachusetts de 2022. Su anuncio se produjo después de que el gobernador republicano Charlie Baker anunciara que no buscaría la reelección.

## Vida personal
Healey vive en Charlestown, Massachusetts. Ella continúa jugando al baloncesto de forma recreativa.